# Pseudocurimata lineopunctata
Pseudocurimata lineopunctata är en fiskart som först beskrevs av Boulenger, 1911.  Pseudocurimata lineopunctata ingår i släktet Pseudocurimata och familjen Curimatidae. Inga underarter finns listade i Catalogue of Life.